# Ciudad Universitaria
Ciudad Universitaria, soms afgekort tot C.U., is de voornaamste campus van de Nationale Autonome Universiteit van Mexico (UNAM), in de gemeente Coyoacán van Mexico-Stad.
Ciudad Universitaria is gebouwd tussen 1951 door Mario Pani en Enrique del Moral op een lavabedding. Verschillende gebouwen zijn beschilderd door bekende muralisten, waaronder Juan O'Gorman en David Alfaro Siqueiros. Ciudad Universitaria geldt als een van de grootste campussen ter wereld, het herbergt onder andere 40 faculteiten, het rectoraatsgebouw, de centrale bibliotheek, het Olympisch Stadion, verschillende theaters en musea en twee metrostations. Ook heeft Ciudad Universitaria een intern busvervoerssysteem, en een eigen veiligheidsdienst (leger en politie mogen wettelijk niet optreden op de campus, tenzij de UNAM daar om verzoekt).
Agavelandschap en oude industriële faciliteiten van Tequila · Hydraulisch systeem van het aquaduct van Padre Tembleque · Oude Mayastad en beschermde tropische regenwouden van Calakmul, Campeche · Historische versterkte stad Campeche · Precolumbiaanse stad Chichén Itzá · Centrale Universiteitsstadscampus van de Nationale Autonome Universiteit van Mexico · Biosfeerreservaat El Pinacate y Gran Desierto de Altar · El Camino Real de Tierra Adentro · Precolumbiaanse stad El Tajín · Franciscaanse missieposten in de Sierra Gorda van Queretaro  · Historische stad Guanajuato en aangrenzende mijnen · Hospicio Cabañas, Guadalajara · Eilanden en beschermde gebieden in de Golf van Californië · Luis Barragánhuis en -studio · Historisch Centrum van Mexico-Stad en Xochimilco · Vroeg-16e-eeuwse kloosters op de hellingen van de Popocatépetl · Historisch centrum van Morelia · Historisch centrum van Oaxaca en Monte Albán · Precolumbiaanse stad en nationaal park Palenque · Archeologische zone van Paquimé, Casas Grandes · Historisch centrum van Puebla · Historische monumentenzone van Querétaro · Revillagigedo-archipel · Biosfeerreservaat van de monarchvlinder · Rotstekeningen van de Sierra de San Francisco · Beschermde stad San Miguel en het Heiligdom van Jesús de Nazareno de Atotonilco · Sian Ka'an · Precolumbiaanse stad Teotihuacan · Historische monumentenzone van Tlacotalpan · Precolumbiaanse stad Uxmal · Walvisreservaat van El Vizcaíno · Archeologische monumentenzone van Xochicalco · Historisch centrum van Zacatecas · Tehuacán-Cuicatlánvallei: oorspronkelijke habitat van Mesoamerika
- Library of Congress Control Number: no2004019893
- Nationale Bibliotheek van Tsjechië: ko2003198442
- Nationale Bibliotheek van Israël: 987007550539705171
- Virtual International Authority File: 138390854
- WorldCat: E39PBJh8KDhF6J66qC76JThj4q